# 德拉諾 (明尼蘇達州)
德拉諾（英語：Delano，/ˈdɛləˌnoʊ/ DEH-lə-NOH）是一個位於美國明尼蘇達州賴特縣的城市。

## 歷史
德拉諾於1868年成立，1876年建制，得名自鐵路公司老闆法蘭西斯·羅奇·德拉諾。德拉諾的郵局自1870年營運至今。

## 人口
根據2020年美國人口普查的數據，德拉諾的面積為11.47平方千米，皆為陸地。當地共有人口6484人，而人口密度為每平方千米565人。